# Heliogomphus retroflexus
Heliogomphus retroflexus är en trollsländeart som först beskrevs av Friedrich Ris 1912.  Heliogomphus retroflexus ingår i släktet Heliogomphus och familjen flodtrollsländor. IUCN kategoriserar arten globalt som livskraftig. Inga underarter finns listade i Catalogue of Life.